# Phytomyza coloradella
Phytomyza coloradella är en tvåvingeart som beskrevs av Spencer 1986. Phytomyza coloradella ingår i släktet Phytomyza och familjen minerarflugor.
Artens utbredningsområde är Colorado. Inga underarter finns listade i Catalogue of Life.